# صيام بن يوسف
صيام بن يوسف (بالفرنسية: Syam Ben Youssef)‏ (31 مارس 1989 بمدينة مارسيليا) لاعب كرة قدم تونسي يلعب في خطة مدافع.لعب مع عدة أندية أهمها الترجي الرياضي التونسي ونادي كون الفرنسي وغيرها لعب في البطولة التركية .يعتبر من الركائز الدفاعية للمنتخب التونسي لكرة القدم فخاض معه كأس الأمم الإفريقية تصفيات كأس العالم.

## روابط خارجية
- صيام بن يوسف على موقع الاتحاد الدولي (مؤرشف)  (الإنجليزية)
- صيام بن يوسف على موقع الاتحاد الأوربي (الإنجليزية)
- صيام بن يوسف على موقع اتحاد تركيا (لاعب) (الإنجليزية)
- صيام بن يوسف على موقع قاعدة بيانات كرة القدم.إي يو (الإنجليزية)
- صيام بن يوسف على موقع ناشيونال فوتبول تيمز (الإنجليزية)
- صيام بن يوسف على موقع Soccerway.com (الإنجليزية)
- صيام بن يوسف على موقع عالم كرة القدم.نت (الإنجليزية)
- صيام بن يوسف على موقع AS.com (الإسبانية)